# Koprivnica

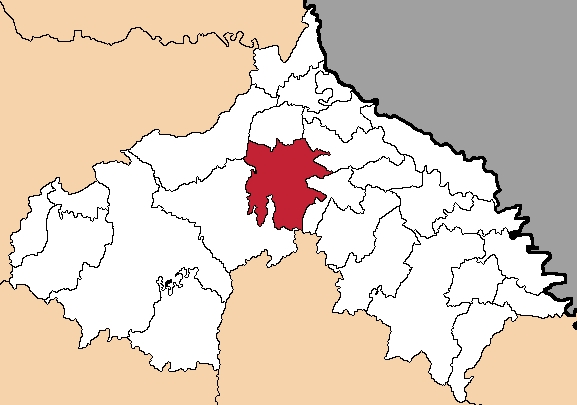
Lage von Koprivnica in der Gespanschaft Koprivnica-Križevci

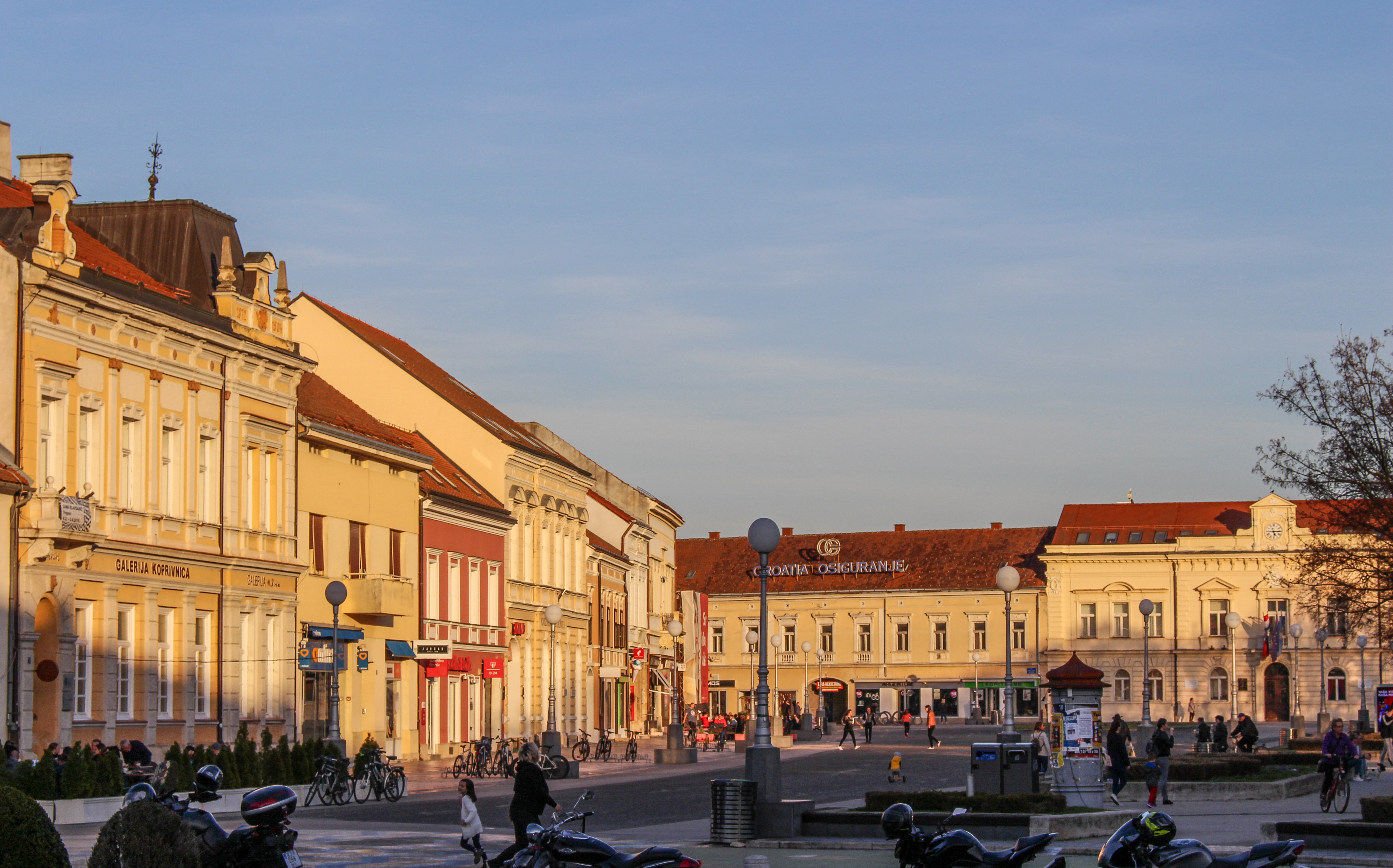
Fußgängerzone im Stadtzentrum

Koprivnica [ˈkɔpriʋnitsa] (deutsch Kopreinitz, ungarisch Kapronca) ist eine kroatische Stadt mit 28.580 Einwohnern (2021), nahe der kroatisch-ungarischen Grenze am gleichnamigen Fluss.
Koprivnica ist Hauptstadt der historischen Drauregion Podravina und zugleich Hauptsitz der Gespanschaft Koprivnica-Križevci (Koprivničko-križevačka županija).

## Stadtgliederung
Laut der letzten Volkszählung von 2021 hatten alle Ortschaften der Gemeinde Koprivnica zusammen 28.580 Einwohner. Davon befanden sich insgesamt 511 Personen, sogenannte Auslandskroaten, zum Zeitpunkt der Volkszählung im Ausland.
- Bakovčice – 295
- Draganovec – 444
- Herešin – 682
- Jagnjedovec – 301
- Koprivnica – 22262
- Kunovec Breg – 578
- Reka – 1317
- Starigrad – 2248
- Štaglinec – 453

## Geographie
Die Stadt Koprivnica liegt etwa 40 Kilometer östlich von Varaždin und etwa 20 Kilometer südlich der ungarischen Staatsgrenze, nahe dem Fluss Drau. Momentan befindet sich die Autobahn A12 von Vrbovec über Koprivnica nach Ungarn im Bau, und wird bei der Fertigstellung insgesamt 86 Kilometer Streckenkilometer betragen.

## Geschichte

### Mittelalter
Im 13. Jahrhundert wurde der Name des Flusses Koprivnica in Schriften (aus den Jahren 1207, 1209, 1217) des kroatisch-ungarischen Königs Andrija II. Arpadović erwähnt. Die Stadt wurde erstmals im Jahr 1272 in der Schenkungsurkunde des Prinzen Ladislaus IV. erwähnt. Im Jahre 1356 wurde Koprivnica als eine selbstständige Stadt proklamiert, danach entwickelte sich die Stadt im Bereich des Handels und auch als ein militärischer Stützpunkt.
Der Stern, eine Art von Burg, wurde bis zu den 1660er Jahren als eine der modernsten antiosmanischen Festungen der Renaissance bezeichnet. Nach dem Frieden in Žitava im Jahre 1606 wurden Bedingungen für eine ruhigere wirtschaftliche Entwicklung der Stadt Koprivnica geschaffen. Gleichzeitig wurden die Verkehrswege sicherer, und die Städte wurden anziehender für Kaufleute. Erste Kaufleute im 17. Jahrhundert kamen aus Deutschland und Venedig. Die Stadt hatte gut organisierte und regulierte Messen, wo städtische und andere Handwerker ihre Waren anboten. Die Messen trugen zur Stärkung des Handels in Koprivnica bei. Später waren als Kaufleute besonders orthodoxe Kaufleute griechischer Herkunft und Juden von Bedeutung. Die Kaufleute von Koprivnica waren 1821 Mitglieder einer Zunft.

### Frühneuzeit
Im 18. Jahrhundert wurde der Generalstützpunkt auf Anweisung der Habsburger Erzherzogin Maria Theresia aus Koprivnica nach Bjelovar versetzt, damit wurde Koprivnica aus der slawonischen Provinz ausgegliedert. Der große wirtschaftliche Fortschritt der Stadt begann im Jahr 1870, als die Eisenbahnstrecke Budapest–Zakany–Koprivnica–Zagreb in Betrieb genommen wurde. Am Anfang des 20. Jahrhunderts trug die Fleischfabrik „Danica“ und in der zweiten Hälfte der Nahrungsmittelkonzern Podravka viel zum wirtschaftlichen Fortschritt bei. Seit der Jahrhundertwende sowie nach dem Ende des Ersten Weltkrieges und bis zum Friedensvertrag von Trianon gehörte die Stadt zum Komitat Bjelovar-Križevci. Im Jahr 1918 wurde die Region ein Teil des neu entstandenen Staates der Slowenen, Kroaten und Serben und kurze Zeit später gehörte es zum Königreich Jugoslawien.

### Neuzeit
Während des Zweiten Weltkrieges befand sich in unmittelbarer Nähe das von der rechtsextremen Ustaša betriebene KZ Danica. 1943 wurde Koprivnica von jugoslawischen Partisanenverbänden eingenommen und blieb für kurze Zeit in deren Einflussbereich. Im Frühjahr 1944 wurde die Stadt durch die Deutsche Wehrmacht und Einheiten der Ustaša wieder besetzt, nachdem die Jugoslawen die Stadt aufgeben mussten. Im Herbst desselben Jahres wurde bei der Schlacht von Koprivnica eine der heftigsten Gefechte während des Zweiten Weltkrieges auf kroatischem Gebiet geführt. Damals wurde die Stadt von zwei Partisanenkorps der Volksbefreiungsarmee (Jugoslawien) angegriffen und konnten diese bis zum Ende des Krieges nicht mehr einnehmen. Im Jahr 1945 folgte dann die Eingliederung von Koprivnica in die SFR Jugoslawien.
Nach der Unabhängigkeit Kroatiens 1991 und dem darauffolgenden Kroatienkrieg wurde zunächst Ende September die Kaserne in Koprivnica von der Jugoslawischen Volksarmee an die kroatischen Streitkräfte friedlich übergeben. Dennoch wurde Koprivnica mehrere Tage später, am 7. Oktober 1991, von der Luftwaffe angegriffen. Bei diesem Angriff auf die Kaserne durch mehrere abgefeuerte Raketen kam damals ein Mensch ums Leben und mehrere Gebäude wurden beschädigt. Weitere Luftangriffe folgten im Jahr 1992. Dabei wurde über der Stadt ein Hubschrauber der UNPROFOR abgeschossen und es gab mehrere Tote und Verletzte.

## Politik

### Kommunalwahlen
Bei der Kommunalwahl vom 16. Mai 2021 waren 26.238 Bürgerinnen und Bürger in Koprivnica wahlberechtigt und aufgefordert den neuen Gemeinderat sowie den neuen Bürgermeister zu wählen, wovon 10.193 Menschen ihr Wahlrecht nutzten. Dabei gab es insgesamt 9.891 (97,04 %) gültige und 302 (2,96 %) ungültige Stimmen. Bei einer Wahlbeteiligung von 38,9 % kam es zu folgendem Ergebnis:
| Parteien und Wählergemeinschaften | Parteien und Wählergemeinschaften | % 2021 | Stimmen 2021 | Sitze 2021 |
| RESTART                           | RESTART Socijaldemokratska partija Hrvatske/Hrvatska seljačka stranka/Hrvatska stranka umirovljenika/Hrvatska socijalno-liberalna stranka/Građansko-liberalni savez | 53,6   | 5301         | 11         |
| HDZ                               | Hrvatska demokratska zajednica | 14,5   | 1439         | 3          |
| MREŽA                             | Mreža nezavisnih lista/Hrvatska narodna stranka – Liberalni demokrati                                                                                               | 12,7   | 1261         | 2          |
| Parteilose                        | Nezavisni | 10,2   | 1009         | 2          |
| DP                                | Domovinski pokret | 5,3    | 521          | 1          |
| MOST                              | Most nezavisnih lista | 3,6    | 360          | 0          |
| Gesamt                            | Gesamt | 100    | 9891         | 19         |
| Wahlbeteiligung                   | Wahlbeteiligung | 38,9 % | 38,9 %       | 38,9 %     |

### Bürgermeister
Bei der Wahl des Bürgermeisters und seines Stellvertreters im Mai 2021 waren die Bürgerinnen und Bürger in Koprivnica aufgerufen, ein neues Oberhaupt der Stadt zu wählen. Die Wahlbeteiligung lag bei 38,84 % und der amtierende Stadtchef Mišel Jakšić wurde in seinem dritten Amt mit 6.031 Stimmen (59,2 %) bestätigt.

### Wappen
Das Wappen der Stadt ist das historische Wappen der im Mittelalter freien Königsstadt Koprivnica. Der Hintergrund ist blau und auf dem halbkreisförmigen Schild befindet sich ein weißer Turm mit Zinnen sowie hervorstehendem Pfosten. Über dem Turm befindet sich eine goldene Königskrone und links und rechts eine goldene Lilie, zu Ehren des Königshauses der Anjou, die damals Koprivnica den Status einer freien königlichen Stadt verliehen haben.

### Städtepartnerschaften
Koprivnica unterhält mit folgenden Städten eine Städtepartnerschaft:
- Domžale (Domschale), Region Osrednjeslovenska in Slowenien
- Nikšić, in Montenegro
- Kaposvár (Kopisch), im Kreis Kaposvár in Ungarn
- Poreč (Parenz), in der Gespanschaft Istrien in Kroatien
- Arilje, im Verwaltungsbezirk Okrug Zlatibor in Serbien
- Čapljina, im Kanton Herzegowina-Neretva in Bosnien und Herzegowina

## Bevölkerung
| Bevölkerungsentwicklung | Bevölkerungsentwicklung | Bevölkerungsentwicklung | Bevölkerungsentwicklung | Bevölkerungsentwicklung | Bevölkerungsentwicklung | Bevölkerungsentwicklung | Bevölkerungsentwicklung | Bevölkerungsentwicklung | Bevölkerungsentwicklung | Bevölkerungsentwicklung | Bevölkerungsentwicklung | Bevölkerungsentwicklung | Bevölkerungsentwicklung | Bevölkerungsentwicklung | Bevölkerungsentwicklung | Bevölkerungsentwicklung | Bevölkerungsentwicklung |
| ----------------------- | ----------------------- | ----------------------- | ----------------------- | ----------------------- | ----------------------- | ----------------------- | ----------------------- | ----------------------- | ----------------------- | ----------------------- | ----------------------- | ----------------------- | ----------------------- | ----------------------- | ----------------------- | ----------------------- | ----------------------- |
| 1857                    | 1869                    | 1880                    | 1890                    | 1900                    | 1910                    | 1921                    | 1931                    | 1948                    | 1953                    | 1961                    | 1971                    | 1981                    | 1991                    | 2001                    | 2011                    | 2021                    |                         |
| 3224                    | 4243                    | 4627                    | 5118                    | 5710                    | 8018                    | 8115                    | 7934                    | 8663                    | 9566                    | 11444                   | 16150                   | 20812                   | 24238                   | 24809                   | 23955                   | 22262                   |                         |

Bei der Volkszählung der ungarischen Behörden im Jahr 1910 waren von insgesamt 8018 Einwohnern 7138 Kroaten (89 %), 271 Ungarn (3,4 %), 232 Deutsche (2,9 %), 120 Serben (1,5 %) und 257 andere (3,2 %).

## Kultur und Sehenswürdigkeiten

### Denkmäler und Sehenswürdigkeiten
- Die Kirche und Pfarrei des Heiligen Nikolaus befindet sich im Zentrum der Stadt und wurde 1657 an der Stelle der älteren Kirche der Heiligen Jungfrau Maria innerhalb des Franziskanerklosters erbaut. Das Gotteshaus hat einen langgestreckten Grundriss mit einem rechteckigen Altarraum und einer Sakristei. Der Glockenturm befindet sich an der Nordostseite des Gebäudes. Der Altarraum ist kreuzgewölbt und über das Kirchenschiff erstreckt sich ein bemaltes Spiegelgewölbe. Das wertvolle Kircheninventar aus dem 17. Jahrhundert ist erhalten geblieben. Im Jahr 1892 wurde die Kirche mit dem dazugehörigen Pfarrhaus restauriert und erhielt ihr heutiges Aussehen.[10]
- Die Kirche und das Franziskanerkloster des Heiligen Anton aus Padua wurde im Jahr 1292 gegründet. Nachdem das alte Kloster, das sich ursprünglich an der Stelle der heutigen Kirche des Heiligen Nikolaus befand, im 16. Jahrhundert aufgegeben worden war, wurde im Jahr 1675 mit dem Bau eines neuen Klosters innerhalb der damaligen Festungsmauern begonnen. Die Kirche hat einen rechteckigen Grundriss mit einem dreiseitigen Altarraum und einem Glockenturm. Entlang der Nordwand wurde 1745 eine quadratische Kapelle des Heiligen Petrus errichtet. Das Gotteshaus wurde in den Jahren 1989 und 1990 zum Teil renoviert.[11]
- Die Kirche der Heiligen Maria (Močile) im Barockstil wurde zwischen den Jahren 1700 und 1706 als Filialkirche des Heiligen Nikolaus an der Stelle einer älteren Holzkapelle erbaut. Im Jahr 1983 wurde sie nach der Gründung der dortigen Pfarrei zur Pfarrkirche.[12]
- Die Festung Kamengrad in Starigrad (Altstadt) wurde zum ersten Mal 1272 urkundlich als „Castrum Kopurnycka“ erwähnt. Die Ruine befindet sich nördlich an den Hängen des Bilogora-Gebirges auf einem 199 Meter hohen Hügel und wenige Kilometer von der Ortschaft Jagnjedovac entfernt. Im 15. Jahrhundert wurde die Burg zum letzten Mal erwähnt und vermutlich während des Streites zwischen Ladislaus Hunyadi und dem Grafen Ulrich II. (Cilli) im Jahre 1446 zerstört.[13]
- Die Festung in Koprivnica wurde zwischen 1583 und 1598 erbaut und diente in erster Linie der Verteidigung der Stadt durch die ständige Bedrohung der Türken. Das Bauwerk war ursprünglich in den Erdwall der ehemaligen Festung neben den Überresten der südöstlichen Bastion eingebettet. Ein Gebäude der Bastion ist noch erhalten geblieben. Dabei handelt es sich um ein einstöckiges Gebäude mit rechteckigem Grundriss und hohem Dach. Die Hauptfassade ist nach Süden ausgerichtet und entlang der nordöstlichen Ecke befindet sich ein Anbau der an eine Außentreppe angeschlossen ist und das Erdgeschoss mit dem ersten Stock verbindet.[14]
- Der Renaissanceplatz (Dr. Leander Brozović Platz) wurde im 16. Jahrhundert errichtet und zusammen mit dem Barockplatz aus dem 17. Jahrhundert (Zrinski-Platz und Platz des Bans Josip Jelačić) prägen das heutige Stadtbild in Koprivnica.
- Die Synagoge in Koprivnica wurde 1875 erbaut. Das Bauwerk hat einen rechteckigen Grundriss und ist in Nord-Süd-Richtung ausgerichtet, wobei die südliche Hauptfassade zur Straße hin ausgerichtet ist. Das Gebäude gehört zu einem dreiteiligen Synagogentyp, der nach dem Vorbild Wiens errichtet wurde. Der geräumige Innenraum ist durch Eisensäulen in drei Teile unterteilt, von denen der mittlere höher und breiter ist. Über der Eingangshalle befand sich ein Auditorium mit einer Orgel.[15]

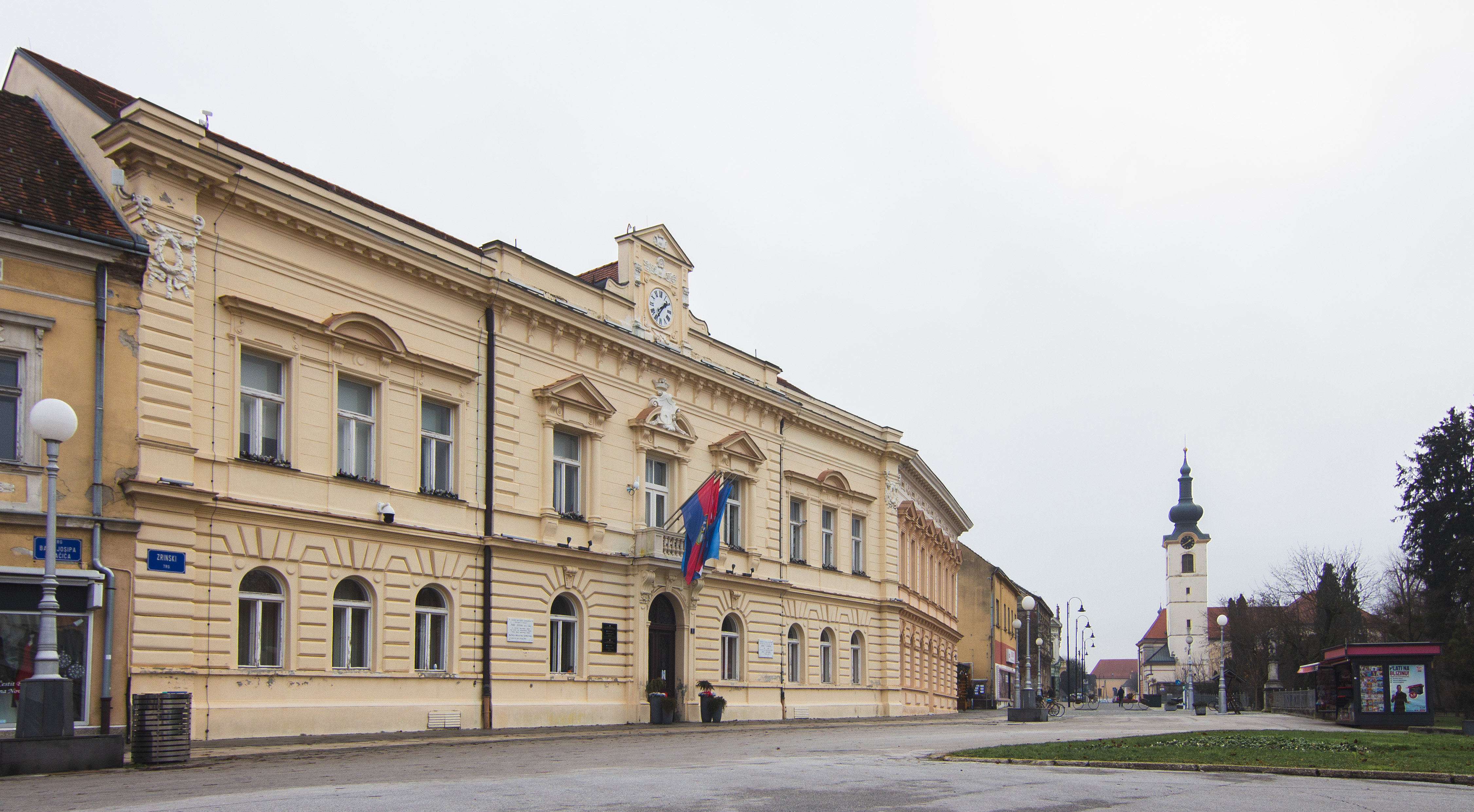
Koprivnica, Stadtzentrum
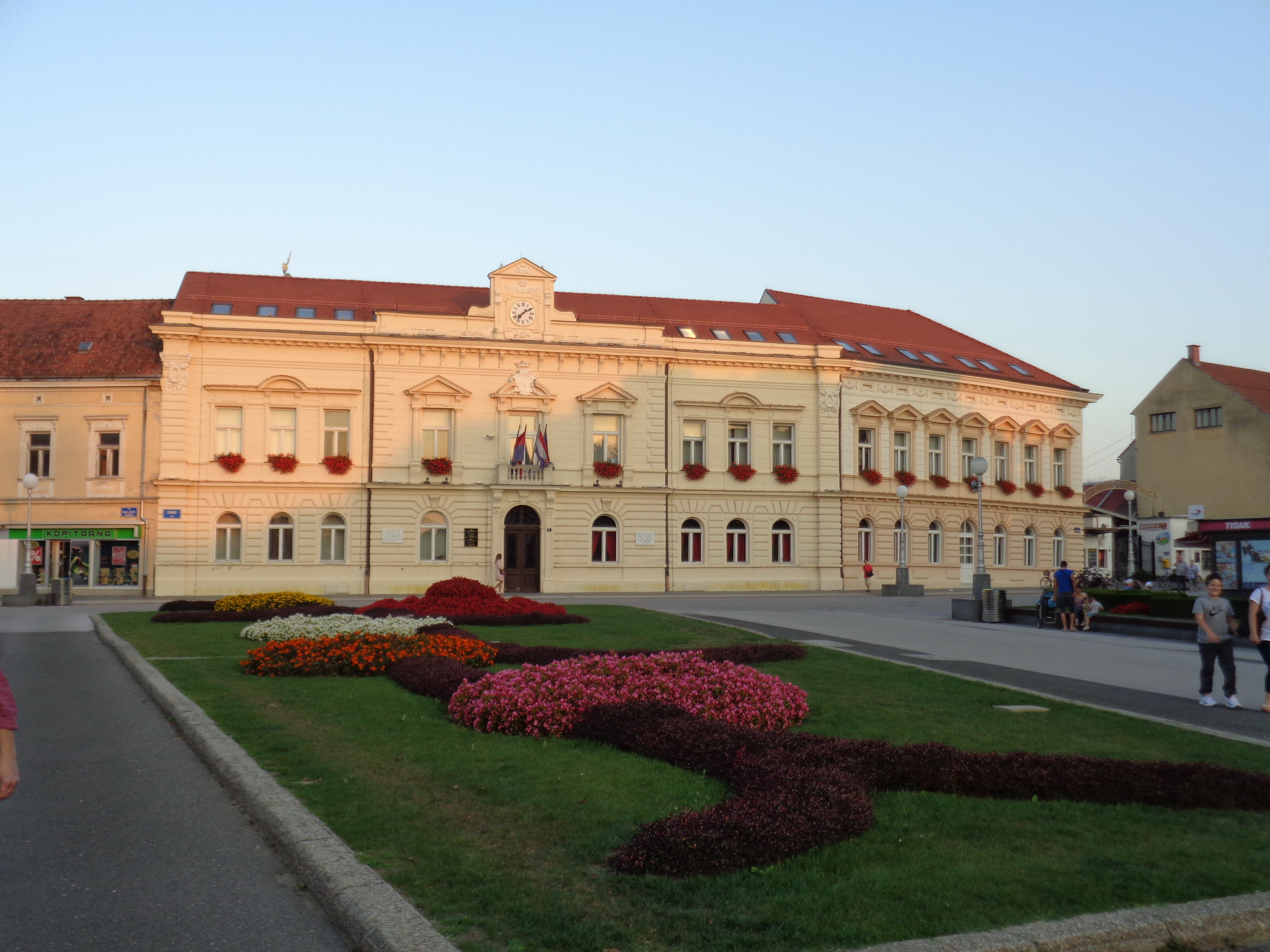
Stadtrathaus
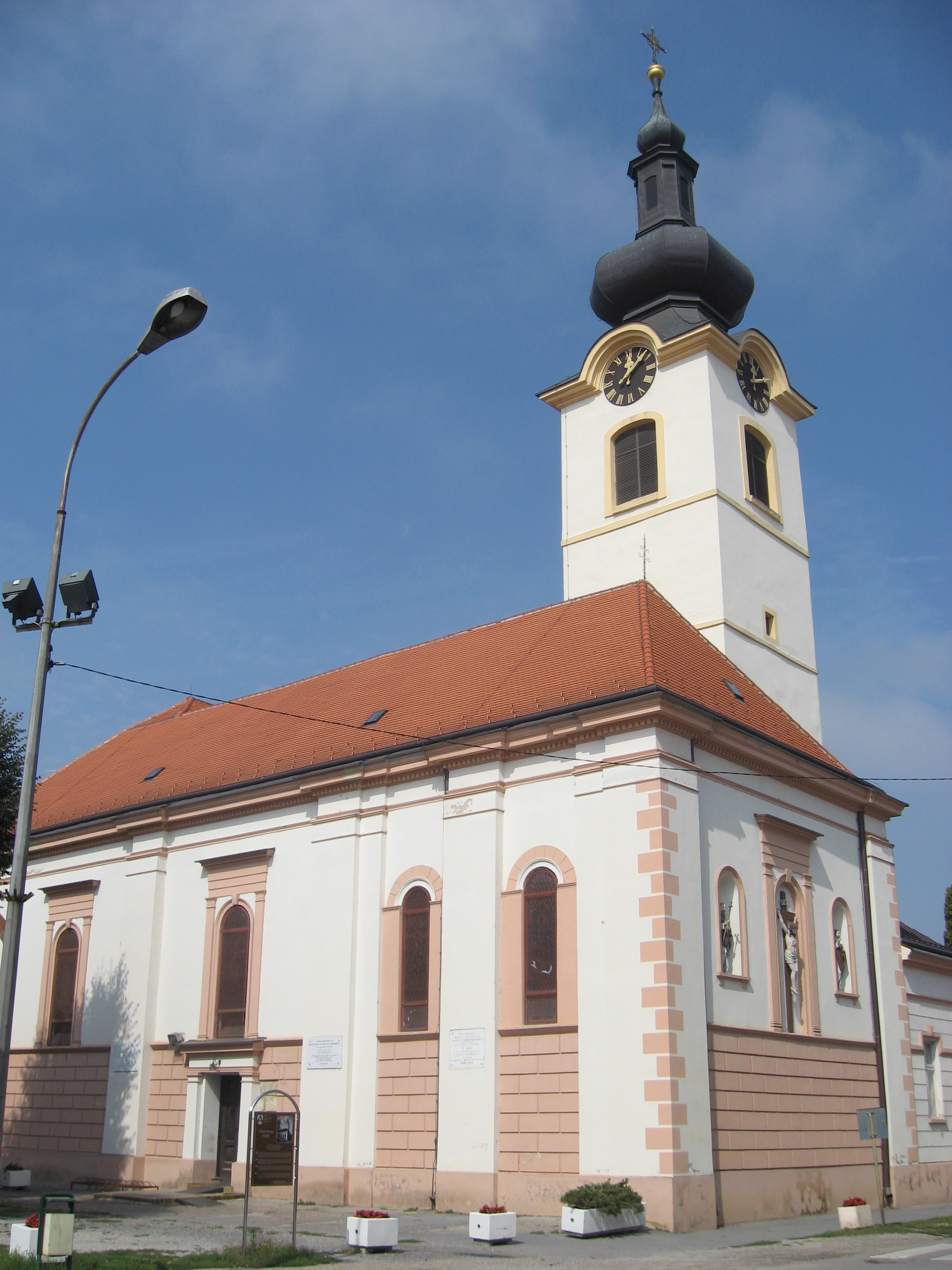
Kirche in Koprivnica
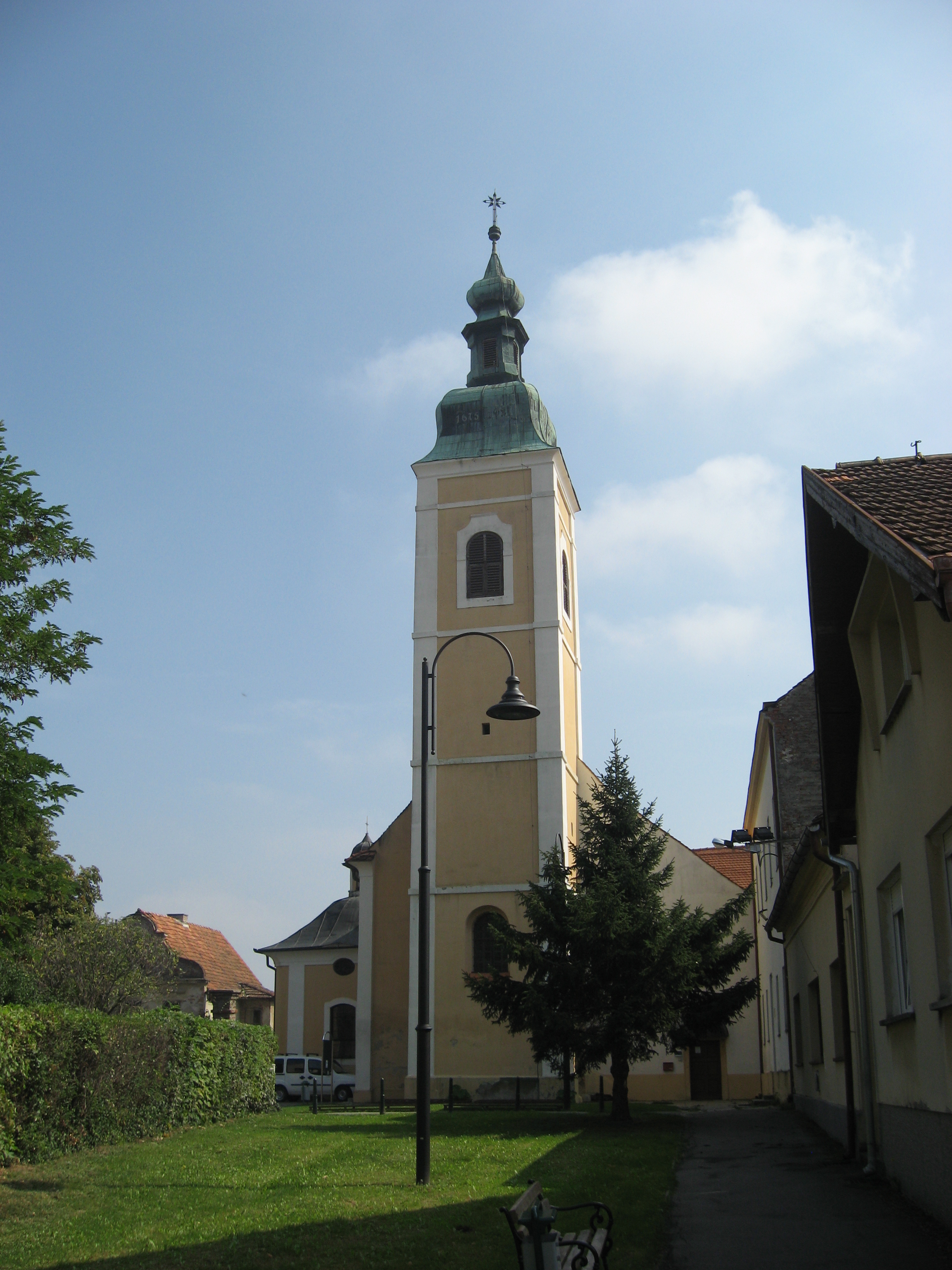
Klosterkirche
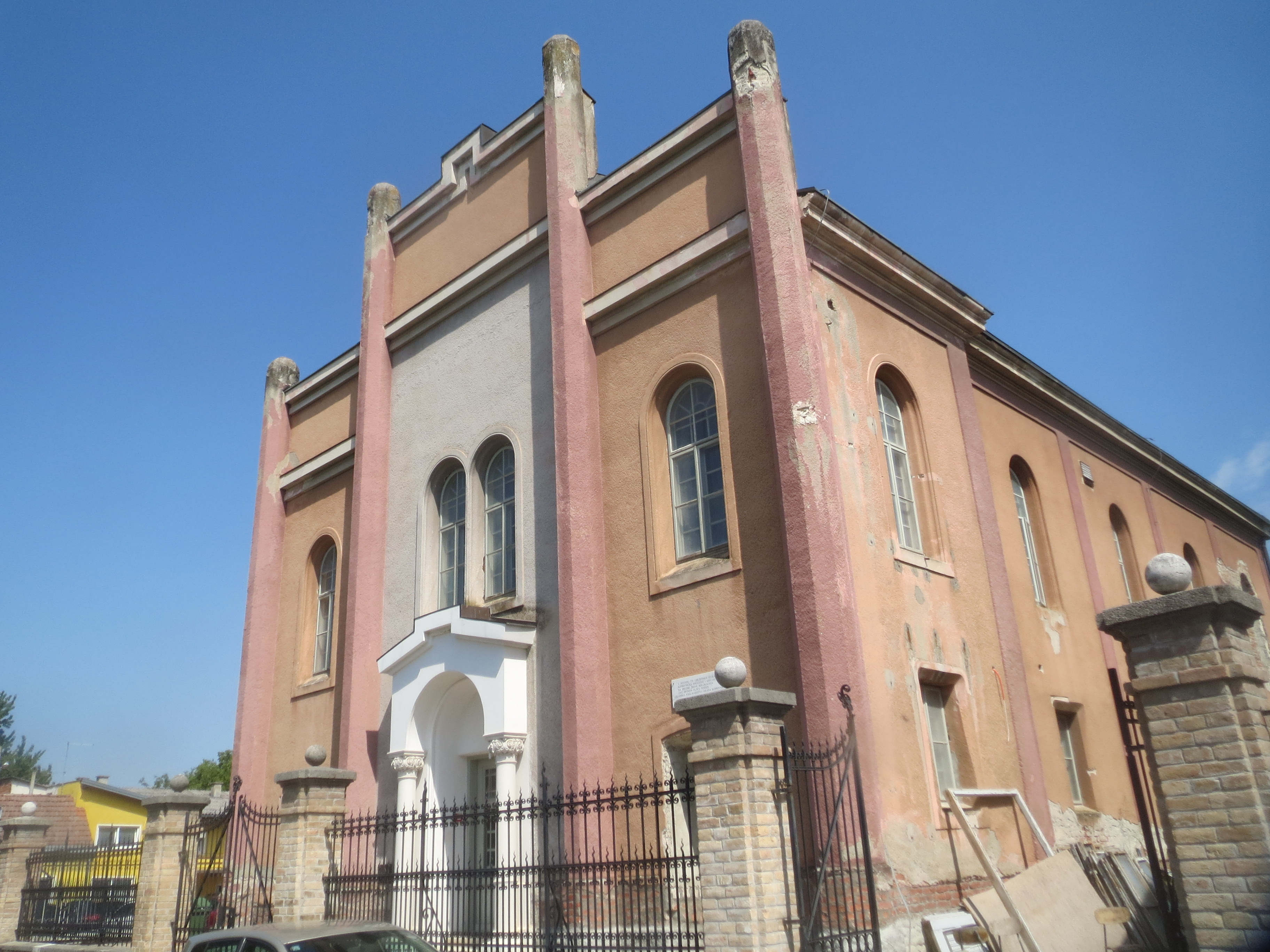
Synagoge
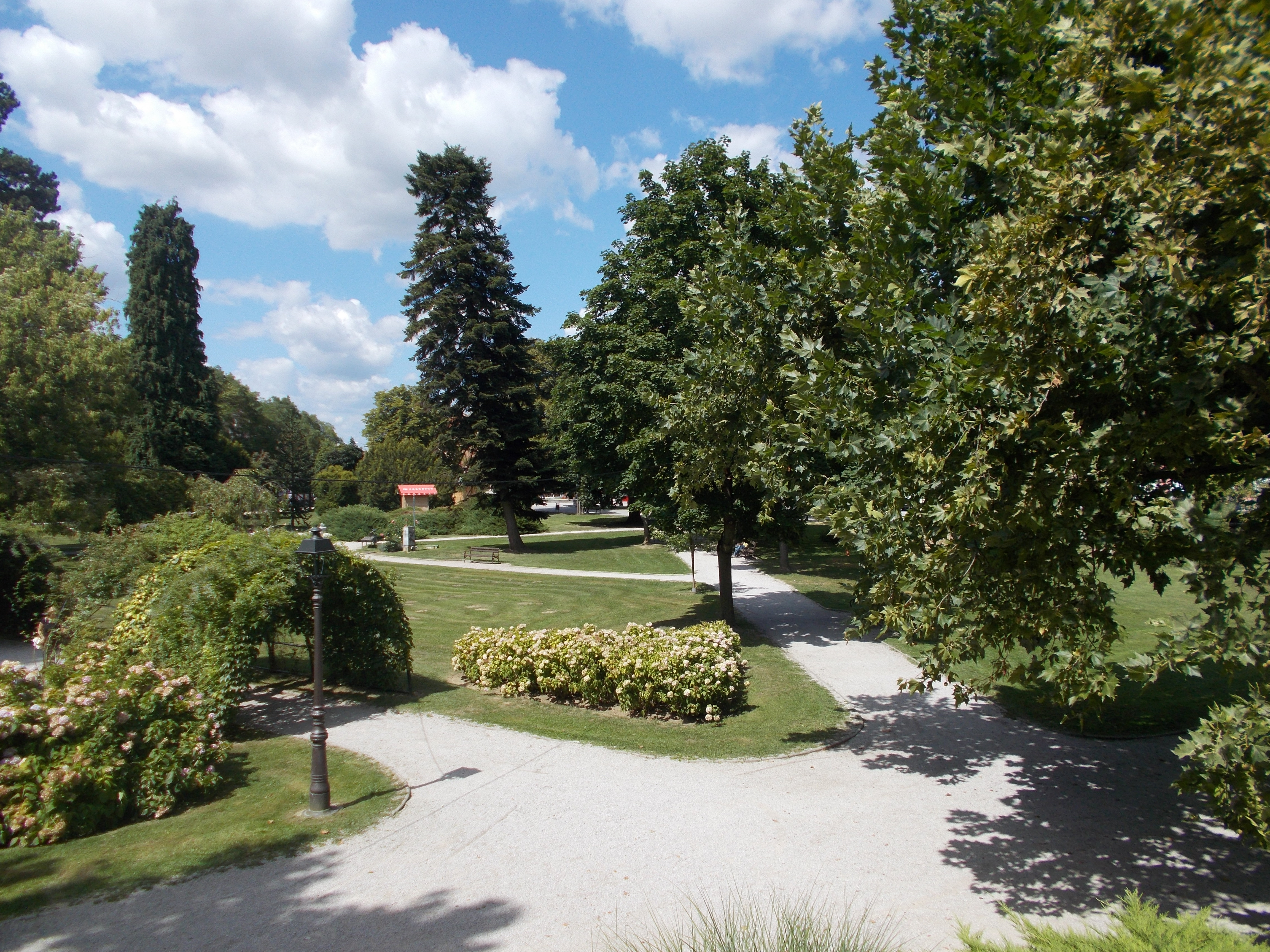
Park in Koprivnica
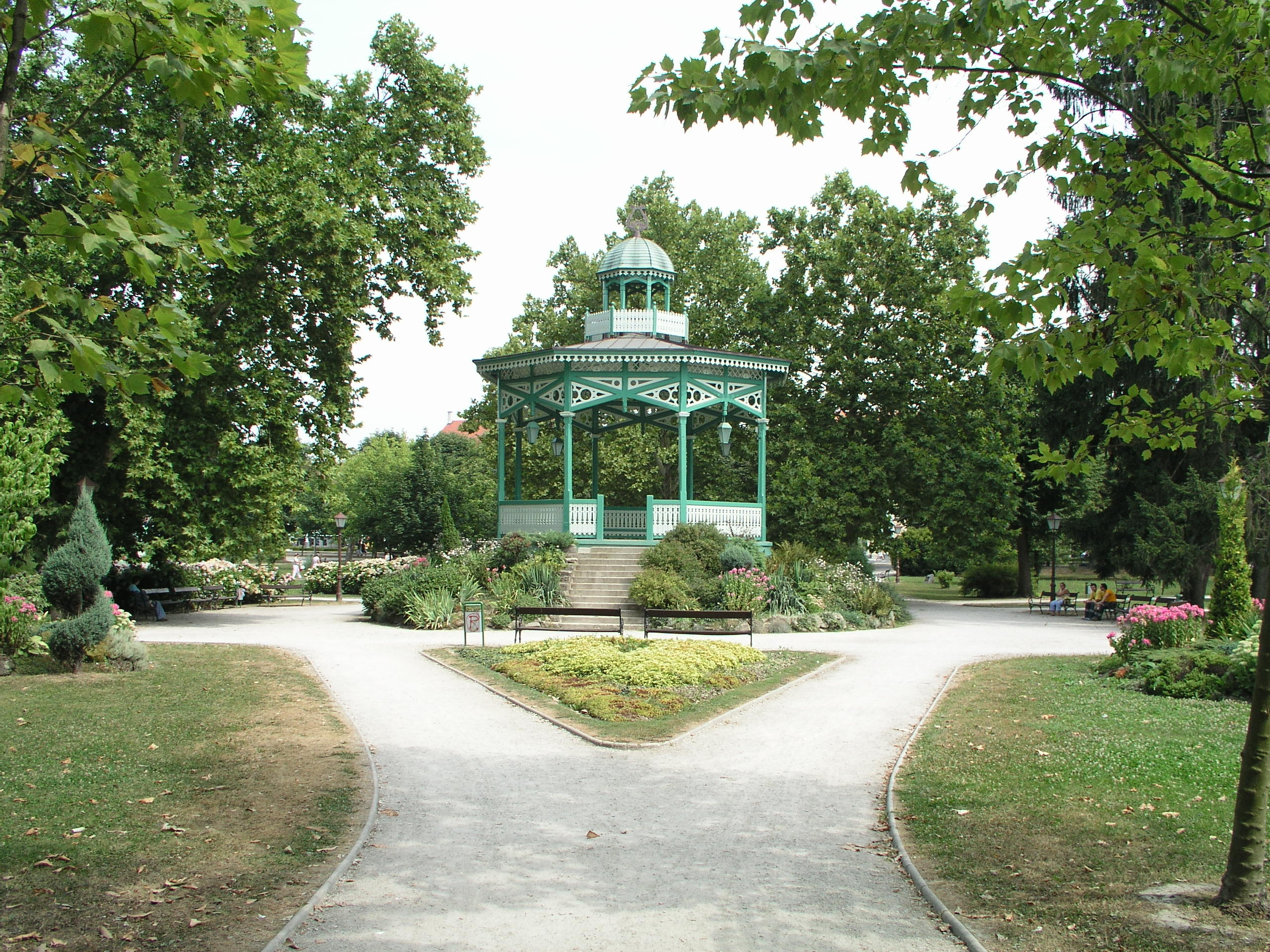
Pavillon im Stadtpark

- Der jüdische Friedhof wurde im Jahr 1851, damals noch am Stadtrand, angelegt. Am Eingang des Friedhofes befindet sich eine geschmiedete Tür und dahinter ein Denkmal, das Teil der ehemaligen Aussegnungshalle ist, die an der Wende des 19. zum 20. Jahrhundert errichtet wurde. Der ältere östliche Teil des Geländes beinhaltet Gräber mit einer vertikalen Stele aus zerbrochenen Steinen und hebräischen Inschriften und Symbolen. Später entstanden Grabsteine in Form eines Obelisken, die Inschriften in deutscher Sprache enthalten.[16]
- Der Bau der orthodoxen Kirche mit zugehörigem Pfarrhaus erfolgte zwischen 1792 und 1794. Das Gebäude hat einen sehr einfachen Grundriss und ist im Stil des Spätbarock mit Übergang zum Klassizismus errichtet.[17]
- Der ehemalige Schlachthof und das heutige Museum des Unternehmens Podravka wurde im Jahr 1892 erbaut. Im 20. Jahrhundert wurden an dem Bauwerk Erweiterungen durchgeführt und das ursprüngliche Aussehen konnte weitgehend beibehalten werden.[18]
- Die Parkanlage an der Stelle der ehemaligen Festung wurde Mitte des 19. Jahrhunderts angelegt und der hölzerne Pavillon, der sich in der Mitte des Parks befindet, wurde im Jahr 1896 von Antun Rogina errichtet. Der Pavillon wurde für städtische Musikkonzerte genutzt.[19]
- Das Podravka-Erholungszentrum mit Aussichtsturm und einem Restaurant (Podravska Klet) befindet sich in dem Stadtteil Starigrad. Der Gastronomiebereich wurde in den siebziger Jahren des 20. Jahrhunderts errichtet und im Jahr 2002 fand eine umfassende Renovierung statt.
- Im 17. Jahrhundert begann der Bau des damaligen Rathauses und heutigen Stadtmuseums, ein barockes Eckgebäude in Form eines Winkels. Im Erdgeschoss trennt die mittlere tragende Wand die Straßenseite von der Hofseite, während der ursprüngliche Grundriss des Geschosses durch spätere Renovierungen und Anpassungen verändert wurde. Die Räume im Erdgeschoss bestehen aus Tonnengewölben und die Räume im ersten Stock haben eine hölzerne Deckenkonstruktion.[20]
- Die Villa Malančec, heute Teil des Museums der Stadt ist ein Wohn- und Geschäftshaus, das 1902 nach den Plänen des Baumeisters Gjuro Carnelutti erbaut wurde. Auf der Südseite befand sich früher ein Landschaftsgarten. Die Wände und Decken des Erdgeschosses sowie des ersten Stocks sind mit Schablonen und mit mehrfarbigen Mustern bemalt. Im Treppenhaus, des Flurs und des Zimmers befinden sich mehrfarbige Motive des Jugendstils. Erhalten geblieben sind ein vollständiges Inventar, zahlreiche Gebrauchsgegenstände und eine Sammlung von Kunstwerken.[21]

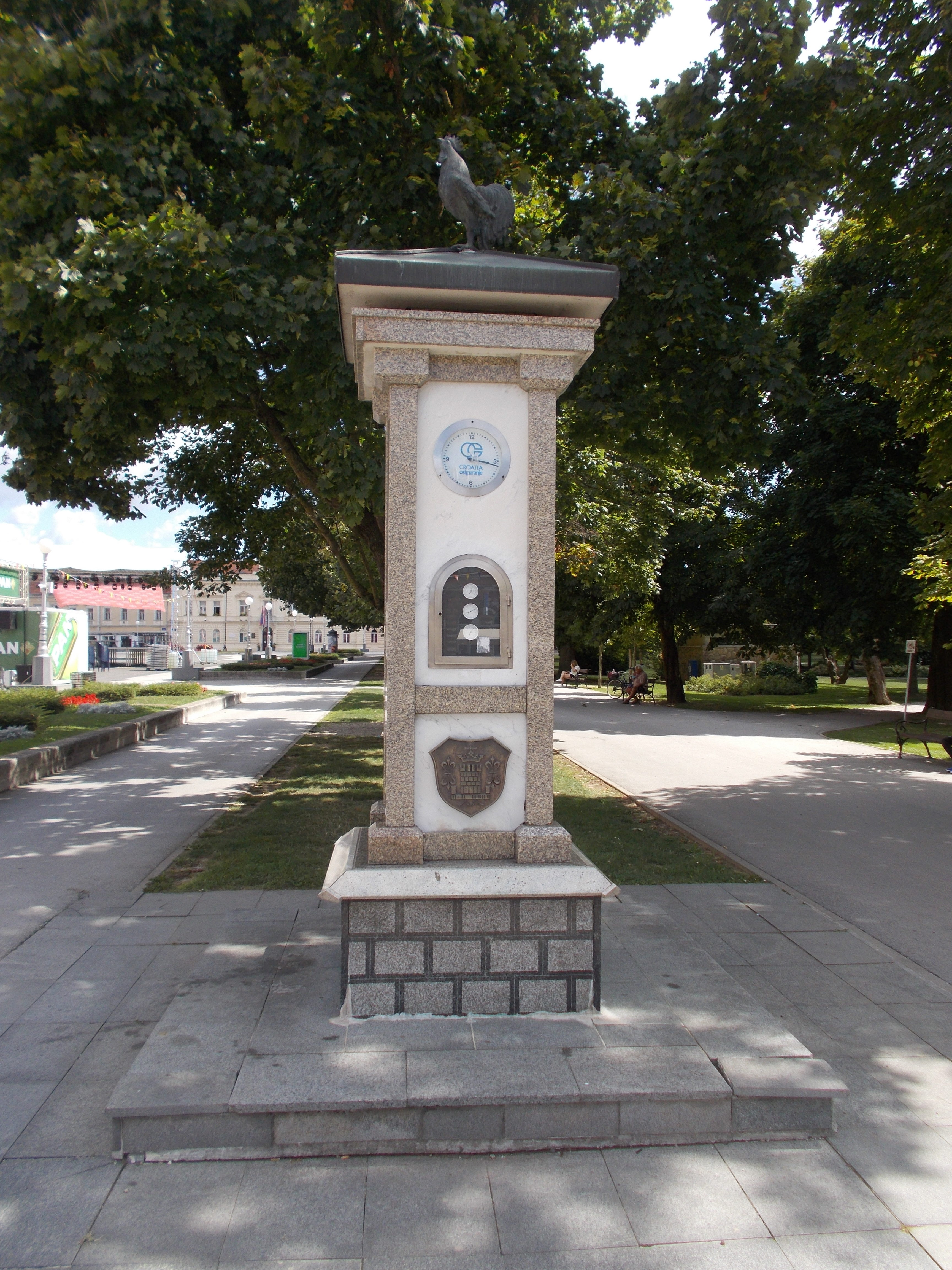
Wettersäule im Park
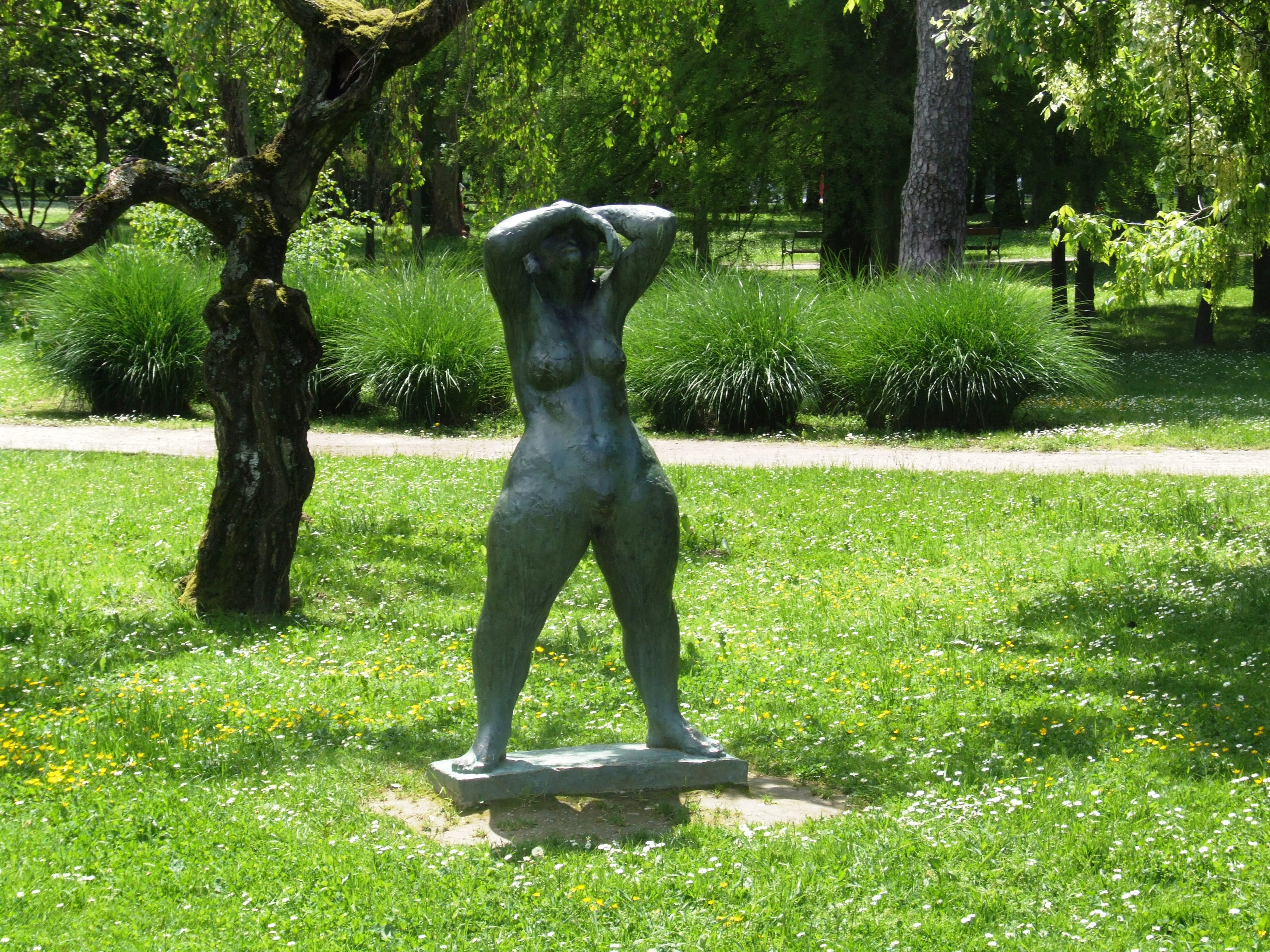
Skulptur im Park
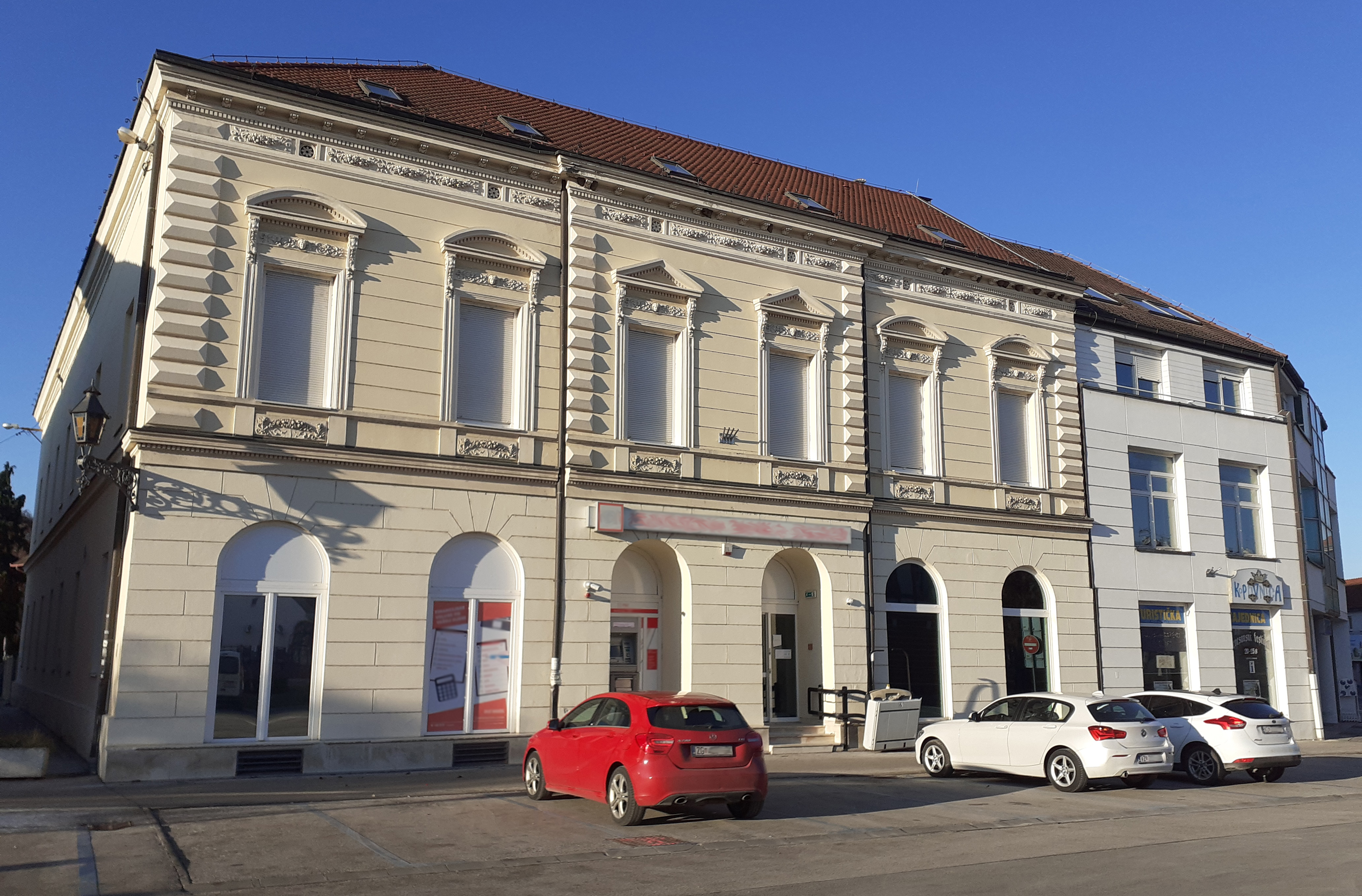
Hochschule der Medien
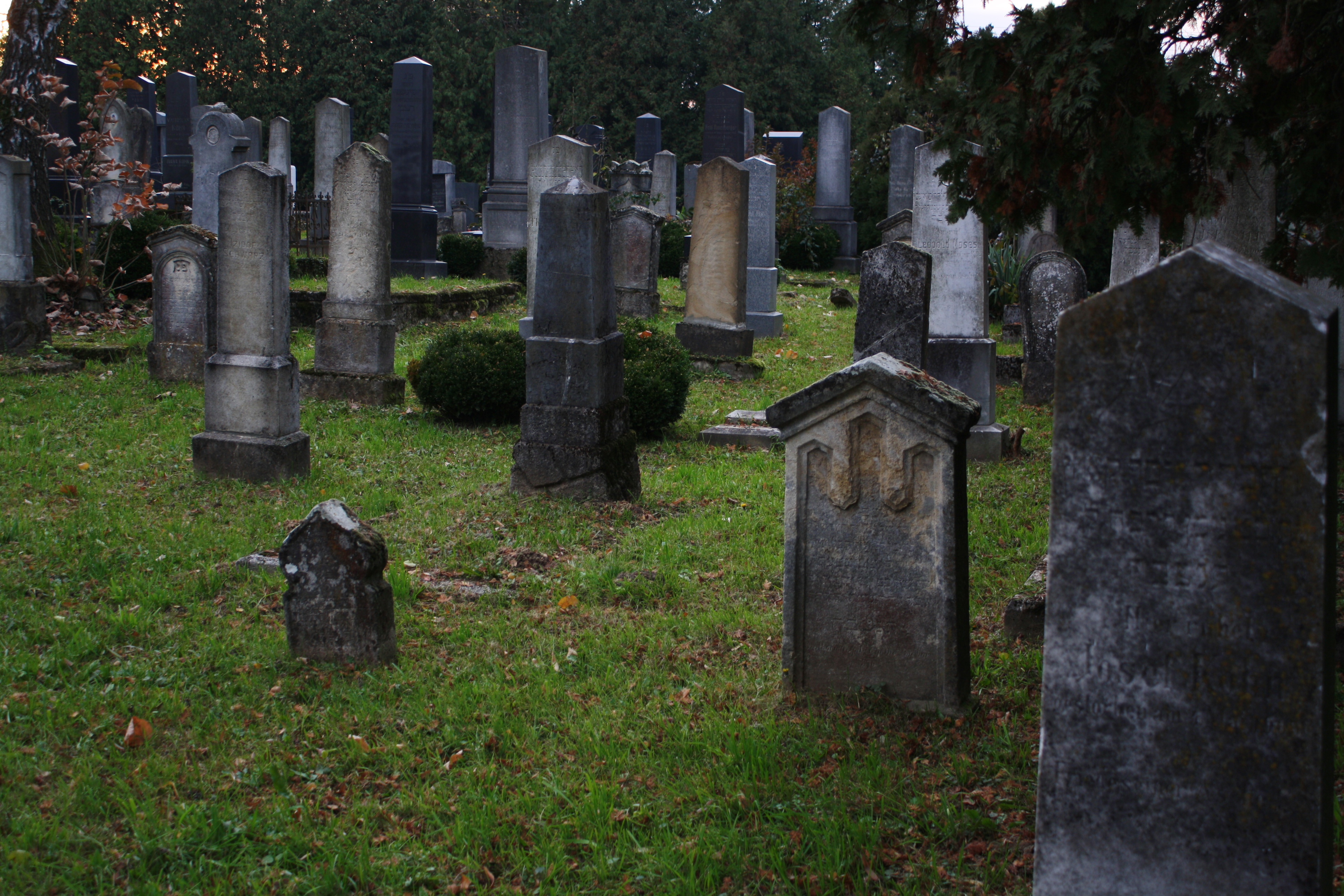
Jüdischer Friedhof
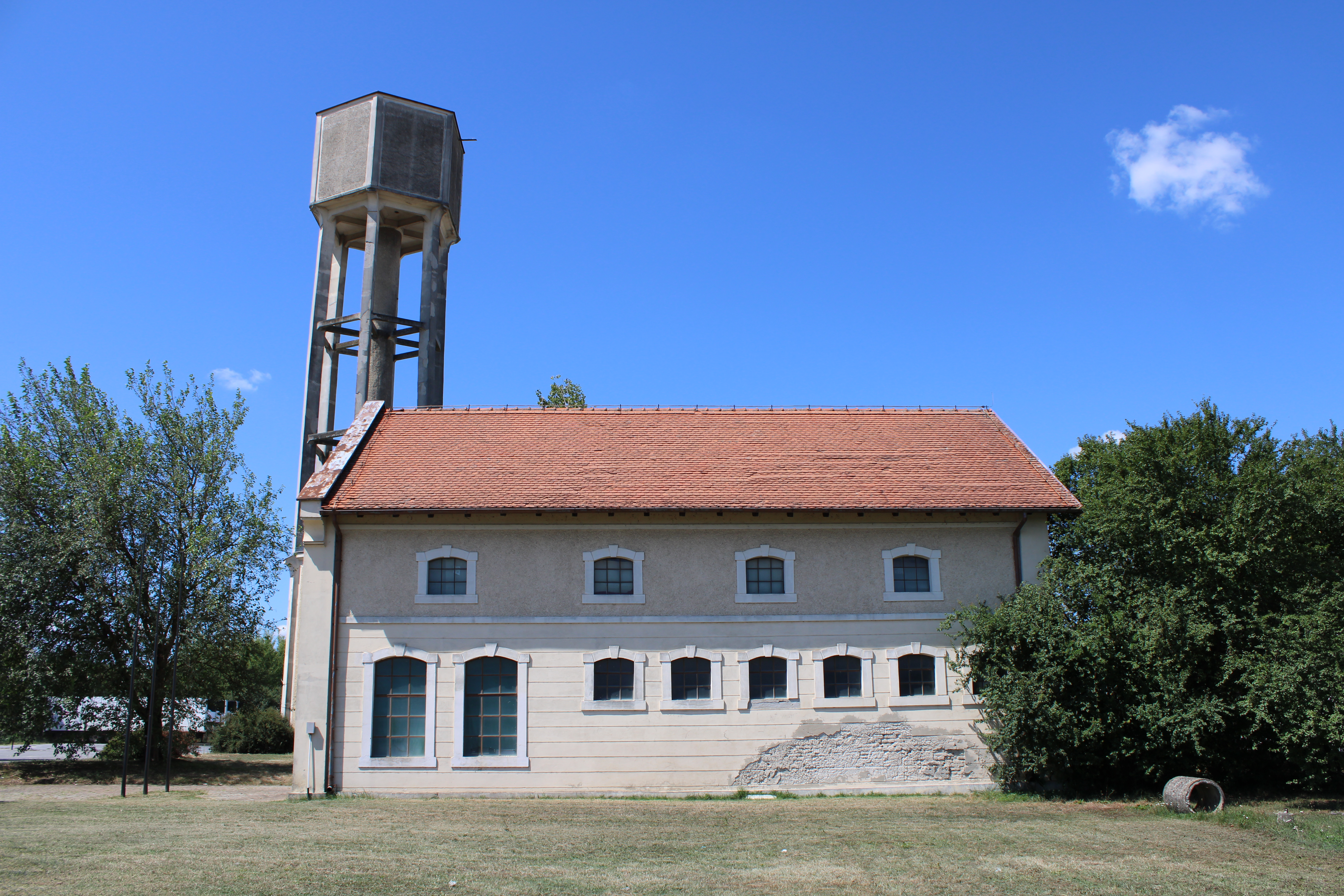
KZ Danica
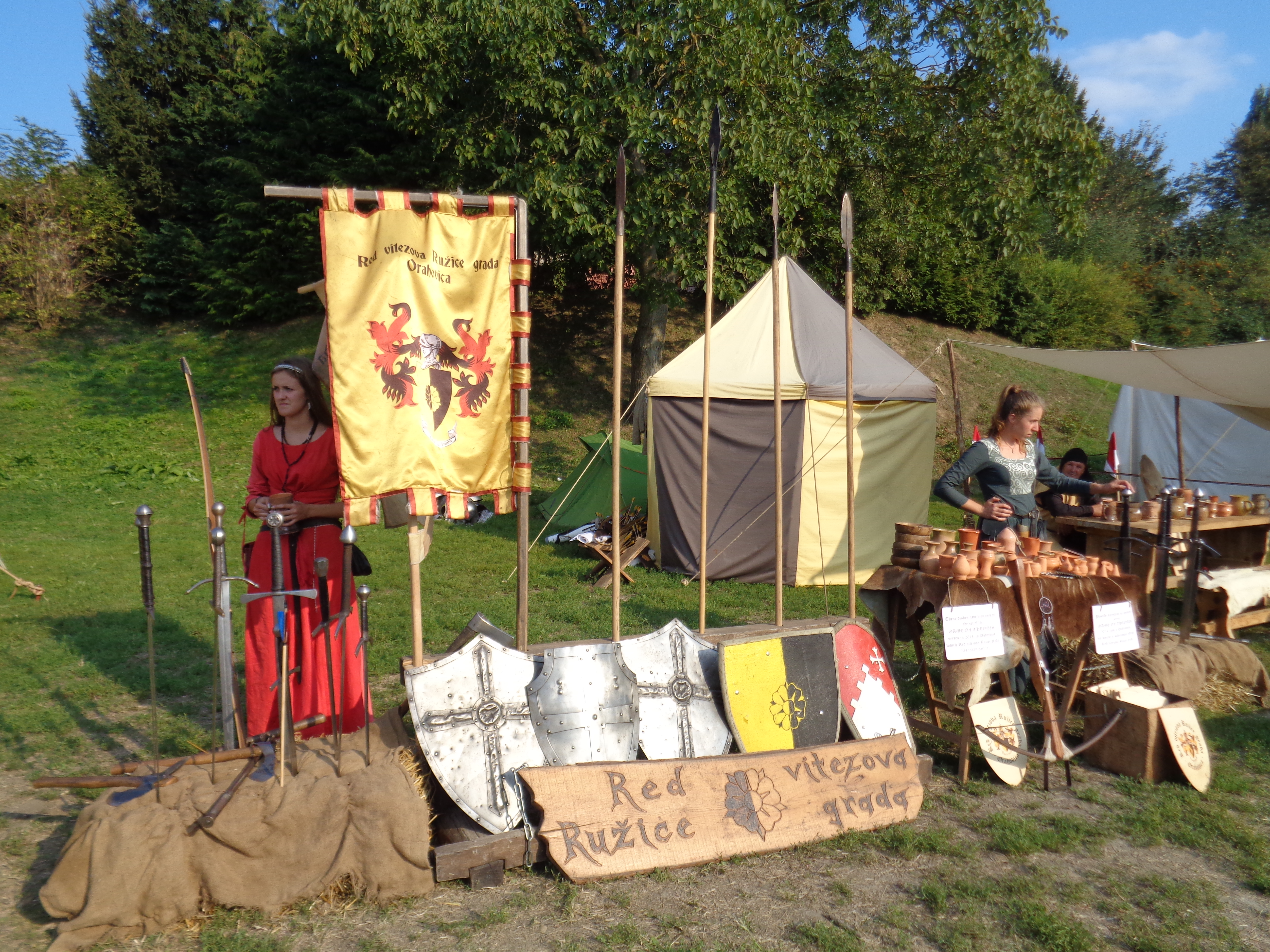
Renaissance Festival 2016
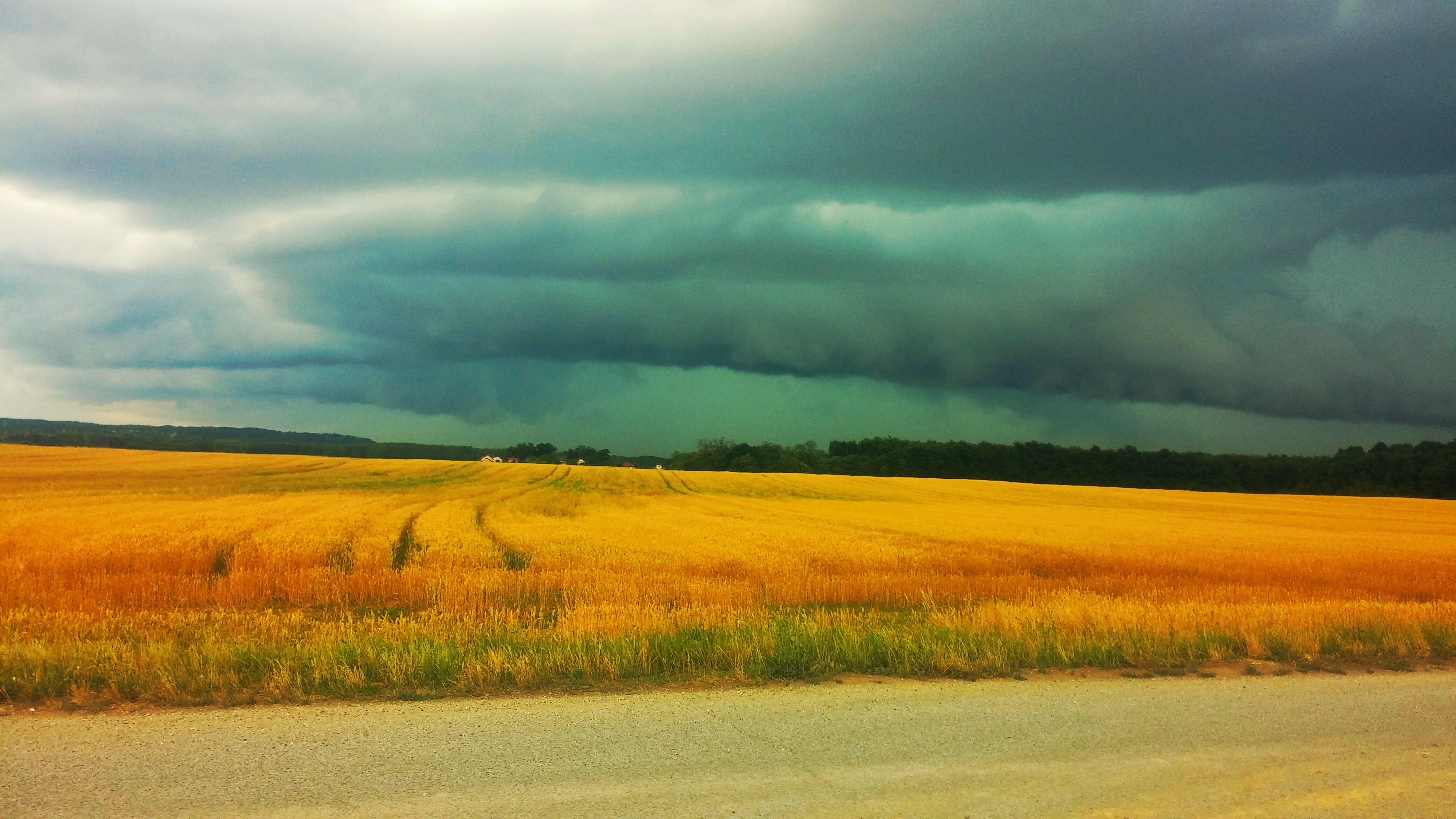
Ackerflächen am Stadtrand

- Das alte Krankenhaus wurde 1875 und die Kapelle des Hl. Florian 1891 auf dem Gelände des ehemaligen Friedhofs des Heiligen Peter erbaut. Der Gebäudekomplex wurde 1894 durch den Bau eines Anbaus eines Armenhauses, 1909 eines Pavillons für Infektionskrankheiten und 1913 für Geisteskranke, erweitert. Das Alte Krankenhaus ist eines der wenigen erhaltenen öffentlichen Gebäude aus dem Ende des 19. Jahrhunderts in Koprivnica.[22]
- Die Kirche des Heiligen Geistes wurde 1793 im spätbarocken Stil erbaut. Das Gotteshaus befindet sich am südwestlichen Rand des Stadtparks. Bei dem Gebäude handelt es sich um einen einschiffigen Bau mit rechteckigem Grundriss und mit einer großen halbkreisförmigen Apsis. Die Mittelachse der Hauptfassade wird durch den Glockenturm betont. Die Kirche wurde in den Jahren 1846 und 1893 renoviert, ist aber heute in einem sehr schlechten Zustand und muss saniert werden.[23]
- Die kleine und einschiffige Barockkapelle wurde mit einem polygonalen Altarraum und einem Glockenturm im Jahr 1746 errichtet. Das heutige Aussehen bekam die Kapelle im Jahr 1933.[24]
- Villa Lendvaj (heute Sitz der Zeitung Glas Podravine)
- Im ehemaligen Handels- und Gewerbehaus aus dem 17. und 18. Jahrhundert befindet sich seit 1972 das Bierlokal Pivnica Kraluš und gehört zum Unternehmen Podravka.
- Im Verwaltungsgebäude und dem Komplex der Firma Podravka befindet sich der Sitz des Unternehmens und wurde Mitte des 20. Jahrhunderts erbaut.
- Die Holocaust-Gedenkstätte „Danica“ ist das ehemalige Konzentrationslager in Koprivnica. Das KZ war das erste Lager dieser Art in Kroatien und wurde im April 1941 von den Ustaša gegründet. Heute ist es ein Mahnmal für die Schreckensherrschaft von damals und ein Gedenken an die Opfer, die in diesem Lager zu Tode kamen und inhaftiert waren. Es befindet sich am Rande der Stadt in nördlicher Richtung nach Đelekovec.
- Im alten Gebäude der ehemaligen Bank, das Anfang des 20. Jahrhunderts erbaut wurde, befindet sich heute die Stadtgalerie und gehört zum Stadtmuseum.
- Die Bibliothek und der Lesesaal „Fran Galović“ aus dem 19. Jahrhundert befindet sich am Zrinski Platz 6 in Koprivnica.
- Der ehemalige jüdische Wohnbezirk aus dem 19. Jahrhundert befindet sich nahe dem Stadtzentrum.
- Das alte Gymnasium und heutige Grundschule „Antun Nemčić Gostovinski“ wurde zwischen 1906 und 1908 errichtet. Die Legalisierung wurde durch die Unterschrift der Königlichen Nationalregierung Kroatiens am 9. Dezember 1908 beurkundet. Mit Zustimmung des damaligen Kaisers Franz Joseph I. vom 25. November 1908 wurde die Schule in ein Königliches Kleines Realgymnasium umbenannt.[25]
- Die Kapelle des Heiligen Veit befindet sich am Stadtrand von Koprivnica.

### Kultur
Die Stadt hat kulturell und sportlich sehr viel zu bieten. Im kroatischen Vereinsregister „Registar udruga Republike Hrvatske“ sind 329 aktive Vereine mit Sitz in Koprivnica registriert. 37 Vereine wurden mittlerweile aufgelöst (Stand: IX/2023):
- Museum der Stadt Koprivnica
- Bibliothek und Lesesaal „Fran Galović“
- Öffentliche Volkshochschule
- KUD Koprivnica (Kunst- und Kulturverein)
- KUD Podravka (Kunst- und Kulturverein)
- Historische Gesellschaft Koprivnica

### Sport

#### Slaven Belupo

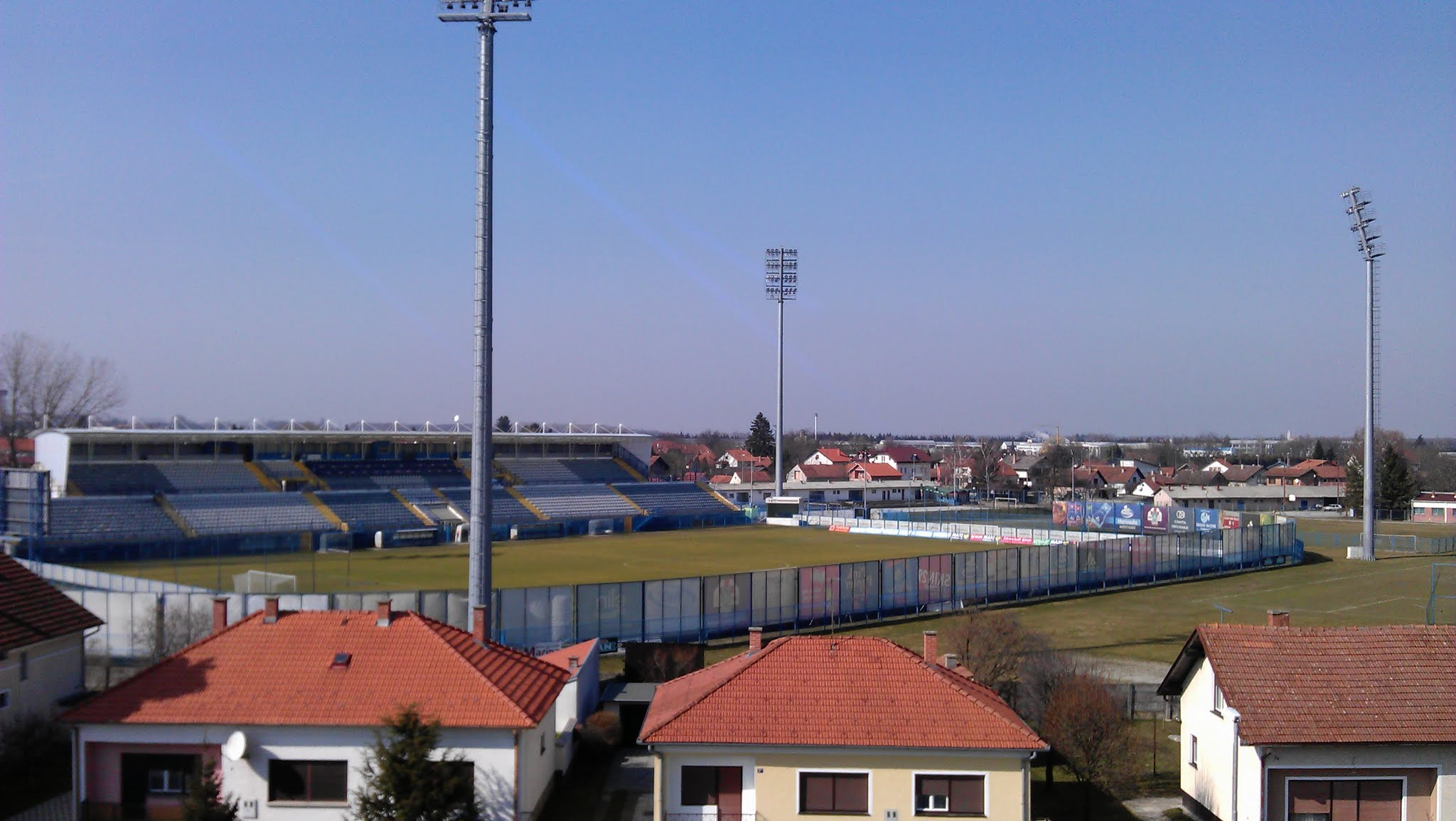
Stadion des NK Slaven Belupo

Der erste Fußballklub in Koprivnica wurde von Studenten 1907 gegründet und trug den Namen Schüler Fußballklub Koprivnica. Der Klub wurde am 20. August 1912 von der Familie Friedrich in Slaven umbenannt. 1926 hörte der Verein mit seiner Aktivität wegen finanzieller Schwierigkeiten auf. Erst 1945 wird Slaven als Sportverein wieder erwähnt. Von 1953 bis 1958 trug Slaven den Namen Sportverein „Podravka“, danach wurde er wieder in Fußballklub „Slaven“ umbenannt. 1992 wurde das Unternehmen Bilokalnik der Sponsor des Klubs. Deswegen wird der Name in Fußballklub Slaven Bilokalnik geändert. Zwei Jahre später bekam Slaven seinen neuen bis heute aktiven Sponsor und trägt deswegen den Namen Slaven Belupo. Seit 1997 gehört die Mannschaft zur 1. Kroatischen Fußballliga.

#### Weitere wichtige Sportvereine
- NK Koprivnica (Fußball)
- ŽRK Podravka Koprivnica (Damenhandball)

### Regelmäßige Veranstaltungen
- Galovićeva Jesen: Ist eine traditionelle Veranstaltung, die sich immer wieder mit neuen Arten von literarischen Ausdrucksmöglichkeiten (Blogs, Werbung, Film usw.) befasst. Das Programm beinhaltet viele Werkstätten, Buchpromotionen, Konzerte und vieles anderes.
- Podravski Motivi: Einer der wichtigsten kultur-touristischen Veranstaltungen Koprivnicas. Es gibt eine Handelsmesse mit naiver Kunst, noch zu sehen sind die traditionalen Folklore, Souvenirs, handgefertigte Produkte usw.
- Renaissance-Fest: Ist eine relativ junge touristisch-historische und edukative Veranstaltung. Dessen Besonderheit liegt darin, dass es auf den Mauern der Renaissanceburg aufgeführt wird. Bis jetzt ist es die größte Veranstaltung mit echten und lebhaften Darstellungen aus der Vergangenheit in diesem Teil Europas.

## Wirtschaft und Infrastruktur

### Podravka
Die Stadt ist insbesondere als Firmensitz des international vor allem für das Speisegewürz Vegeta bekannten kroatischen Nahrungsmittelunternehmens Podravka bekannt. Außerdem sind der Pharmakonzern Belupo, eine 100-prozentige Podravka-Tochter, sowie mehrere weitere mittelständische Betriebe an diesem Wirtschaftsstandort angesiedelt.
- Podravka: Die Brüder Wolf gründeten im Jahr 1934 eine Werkstatt für die Verarbeitung von Früchten und diese Werkstatt war der Vorläufer des heutigen Nahrungsmittelkonzerns „Podravka“. Heute ist der Konzern einer der größten Konzerne in südöstlichen, zentralen und östlichen Europa. Das bekannteste Produkt Podravkas ist das Gewürz Vegeta.
- Belupo: 1970 begann Podravka mit den Vorbereitungen für ein neues Geschäft auf dem Gebiet der pharmazeutischen Produkte. Ein Jahr später wurde eine Fabrik für die Herstellung von Pharmaka gebaut, die sehr schnell wuchs. Heute ist Belupo mit 1250 Beschäftigten der zweitgrößte Pharmaka-Hersteller Kroatiens.
- Danica: 1973 wurde der Fleischindustriekomplex in der Koprivnicaer Industriezone gebaut. Danica ist einer der wichtigsten Bestandteile von Podravka.

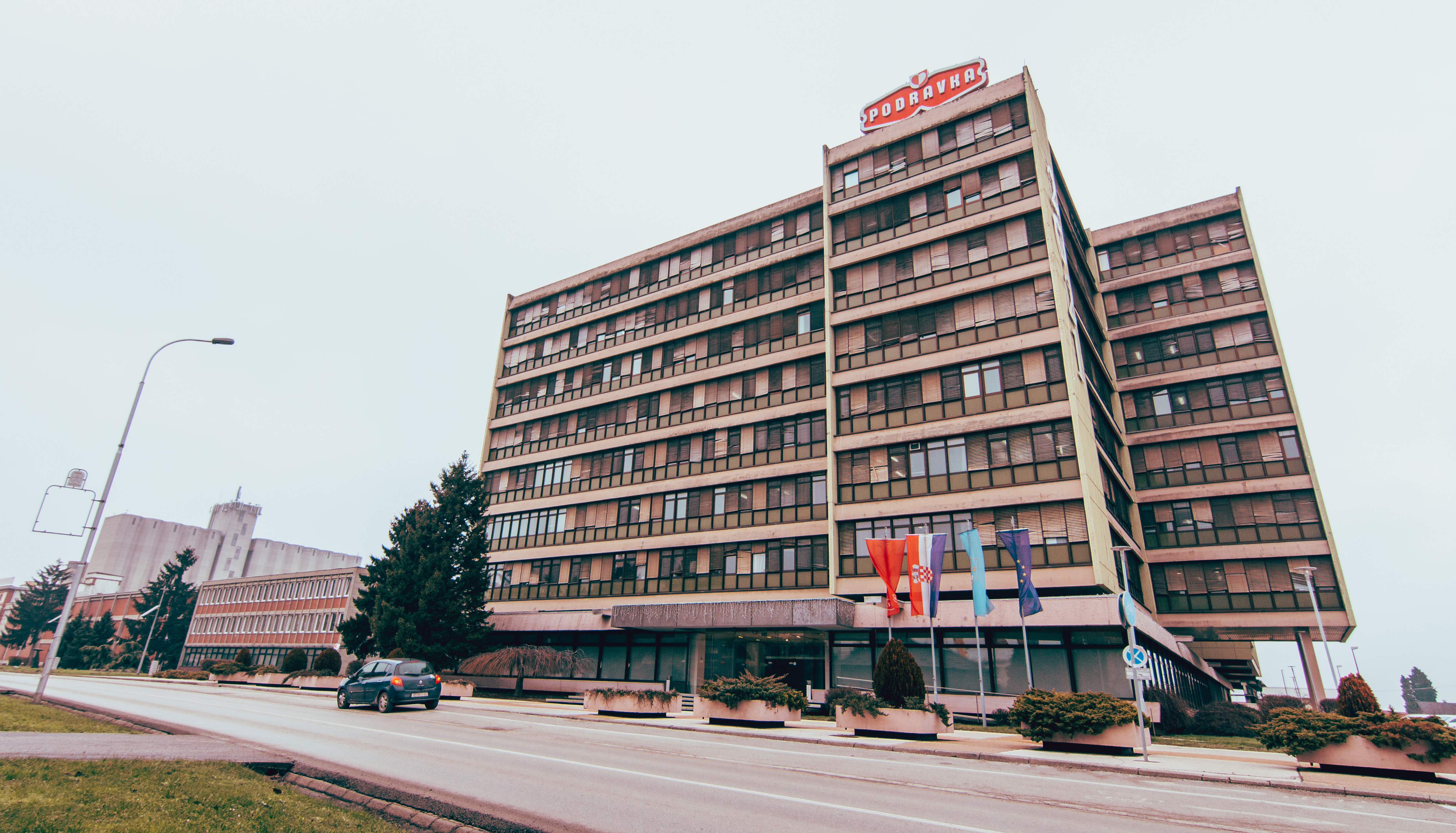
Verwaltungsgebäude der Firma Podravka
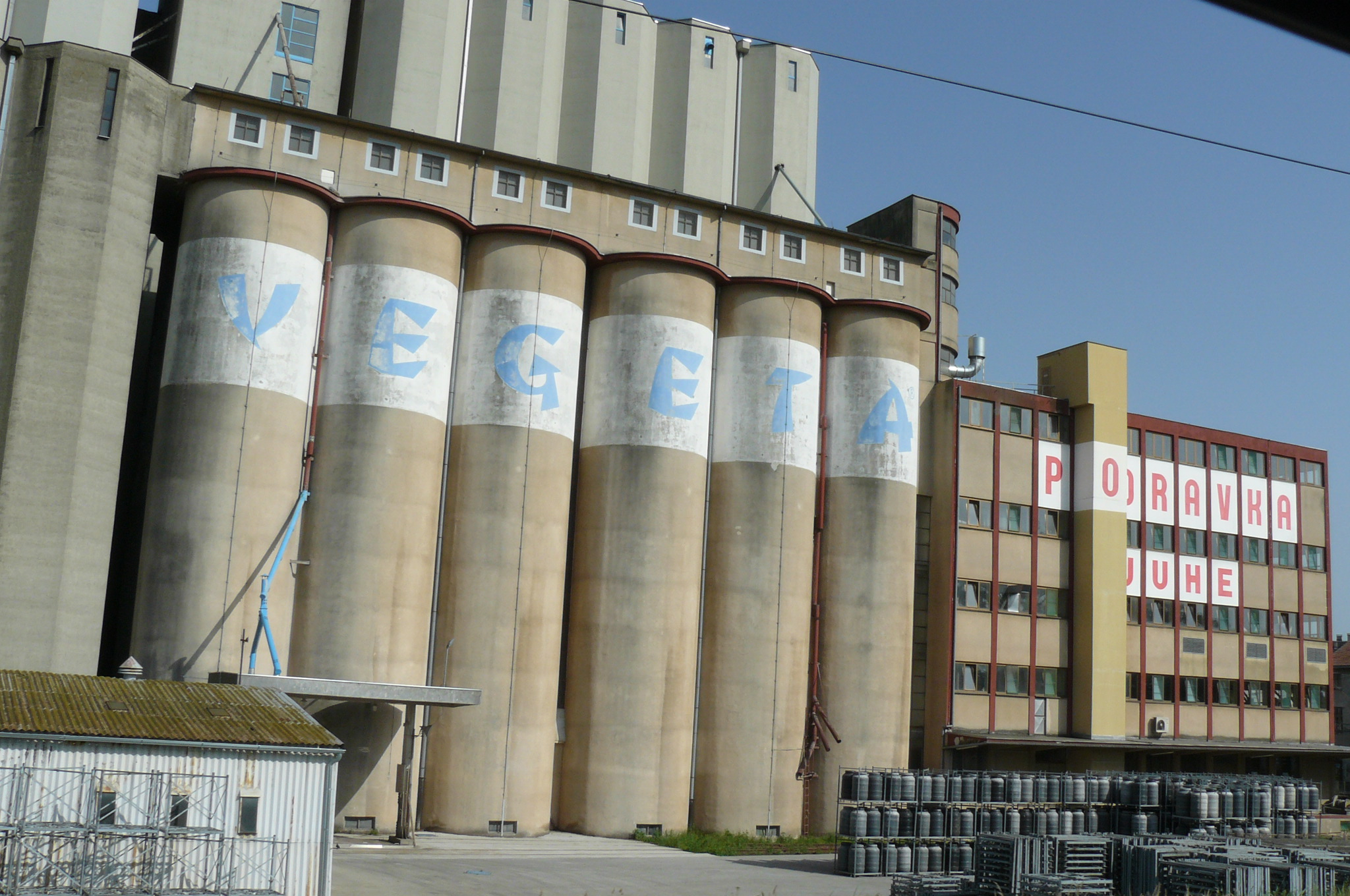
Fabrikgebäude von Podravka

### Weitere wichtige Unternehmen
- Carlsberg Croatia
- Bilokalnik
- Renotex

## Verkehr

### Eisenbahn
Koprivnica ist der kroatische Grenzbahnhof im Verkehr nach Ungarn und liegt an der Bahnstrecke Zagreb–Gyékényes–Nagykanizsa–Székesfehérvár–Budapest.

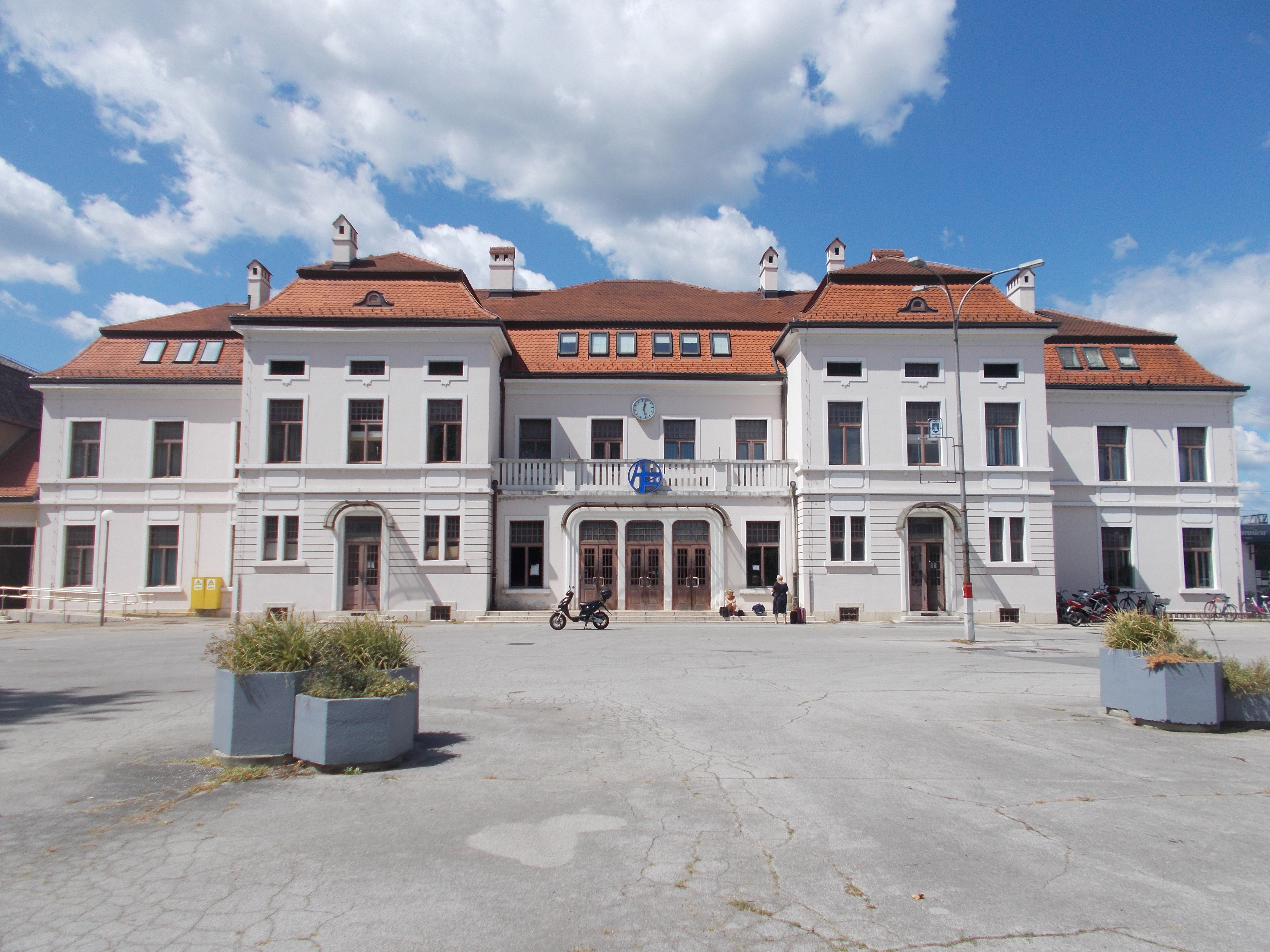
Bahnhof
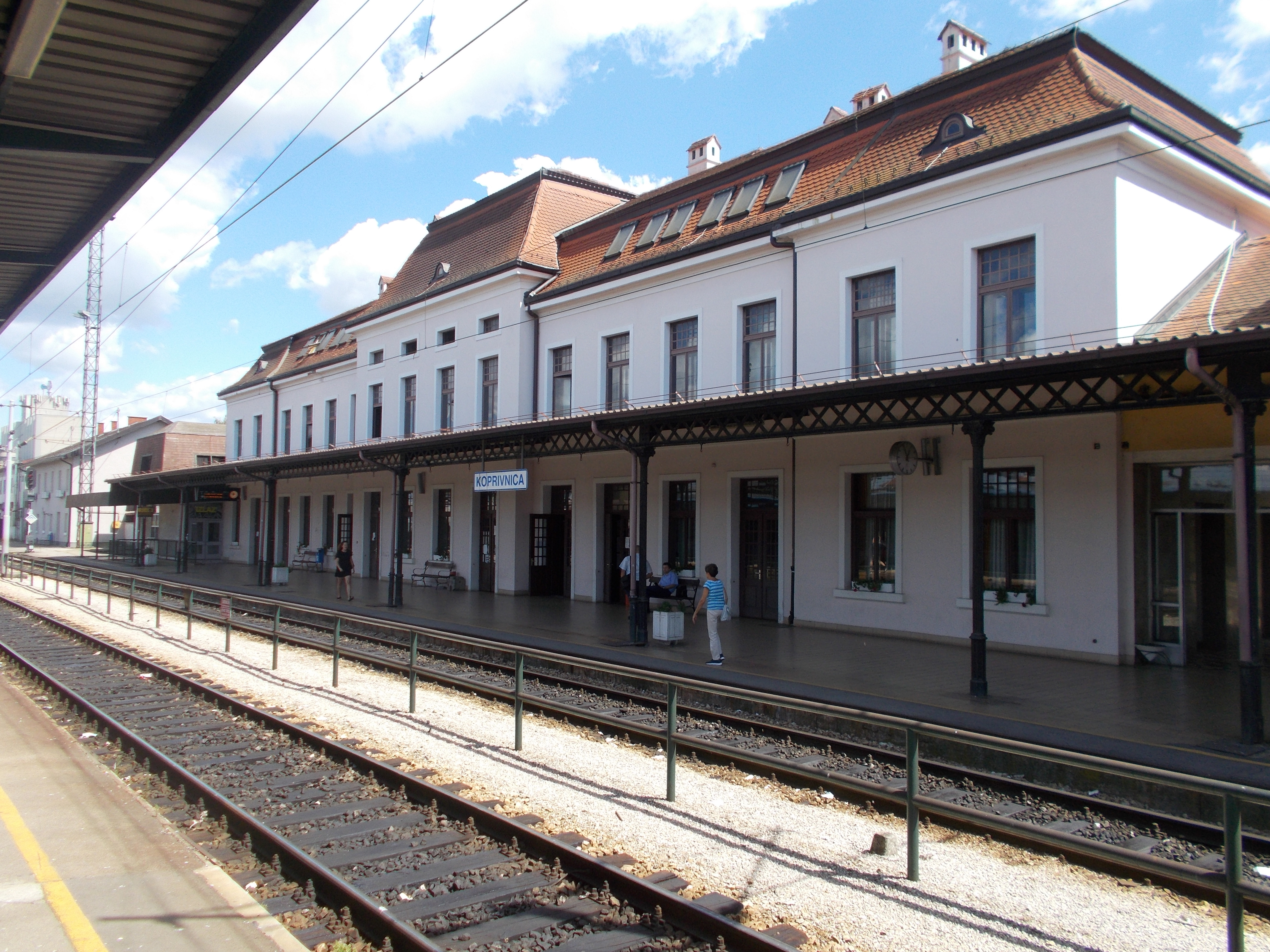
Bahnsteig

## Bildung

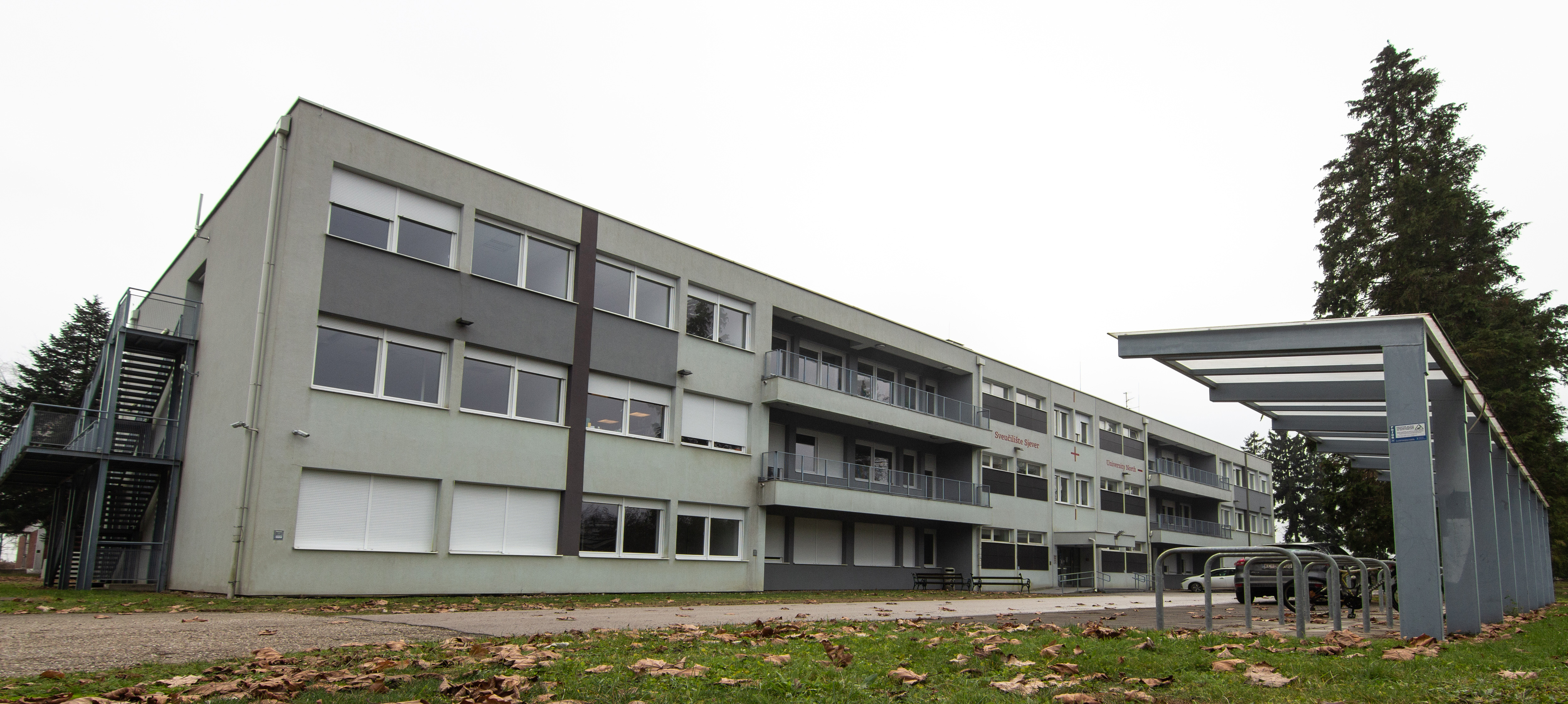
Hochschule der Stadt

Koprivnica besitzt mehrere Kindergärten und Grundschulen, eine Mittelschule, ein Gymnasium sowie eine Volkshochschule. Daneben befindet sich hier das Studienzentrum Koprivnica der Wirtschaftswissenschaftlichen Fakultät der Universität Zagreb.

## Persönlichkeiten
- Andjelik Juraj Bedenik (1808–1866), römisch-katholischer Apostolischer Vikar von Agra
- Ivan Generalić (1914–1992), jugoslawischer Maler, starb in Koprivnica
- Žarko Dolinar (1920–2003), Tischtennisspieler
- Zlata Bartl (1920–2008), Chemikerin
- Davor Pavuna (* 1952), Physiker
- Stjepan Obran (* 1956), Handballspieler und -trainer
- Josip Juratović (* 1959), deutscher Politiker (SPD), Mitglied des Deutschen Bundestages
- Matija Špikić (* 1996), Handballspieler
- Zvonimir Šarlija (* 1996), Fußballspieler
- Sara Šenvald (* 1996), Handballspielerin
- Jurica Poldrugač (* 1997), Fußballspieler
- Kristijan Bistrović (* 1998), Fußballspieler
- Lara Brezenci (* 1998), Handballspielerin
- Toni Domgjoni (* 1998), schweizerisch-kroatischer Fußballspieler
- Tena Petika (* 2000), Handballspielerin